# Числа Якобсталя
Числа Якобсталя — цілочисельна послідовність, названа на честь німецького математика Е. Е. Якобсталя.

## Числа Якобсталя
Як і числа Фібоначчі, числа Якобсталя — одна з послідовностей Люка
{\displaystyle U_{n}(P,Q),}
для якої P = 1 і Q = −2. Послідовність починається з чисел
0, 1, 1, 3, 5, 11, 21, 43, 85, 171, 341, 683, 1365, 2731, 5461, 10 923, 21 845, 43 691, 87 381, 174 763, 349 525, …
Числа Якобсталя визначаються рекурентним відношенням
{\displaystyle J_{n}={\begin{cases}0,&n=0;\\1,&n=1;\\J_{n-1}+2J_{n-2},&n>1.\\\end{cases}}}
Інші варіанти рекурентного задання послідовності:
- {\displaystyle J_{n+1}=2J_{n}+(-1)^{n}}
- {\displaystyle J_{n+1}=2^{n}-J_{n}}

Число Якобсталя за заданим номером можна обчислити за формулою
{\displaystyle J_{n}={\frac {2^{n}-(-1)^{n}}{3}}.}

## Числа Якобсталя — Люка
Числа Якобсталя — Люка являють собою послідовність Люка {\displaystyle V_{n}(1,-2)}. Вони задовольняють тим самим рекурентним співвідношенням, що й числа Якобсталя, але відрізняються початковими значеннями:
{\displaystyle j_{n}={\begin{cases}2,&n=0;\\1,&n=1;\\j_{n-1}+2j_{n-2},&n>1.\\\end{cases}}}
Альтернативна формула:
{\displaystyle j_{n+1}=2j_{n}-3(-1)^{n}.}
Число Якобсталя — Люка за заданим номером можна обчислити за формулою
{\displaystyle j_{n}=2^{n}+(-1)^{n}.}
Послідовність Якобсталя — Люка починається числами
2, 1, 5, 7, 17, 31, 65, 127, 257, 511, 1025, 2047, 4097, 8191, 16 385, 32 767, 65 537, 131 071, 262 145, 524 287, 1 048 577, ….